# Conistra signata
Conistra signata là một loài bướm đêm trong họ Noctuidae.